# Stanton Hills
Stanton Hills är en kulle i Antarktis. Den ligger i Västantarktis. Argentina, Chile och Storbritannien gör anspråk på området. Toppen på Stanton Hills är 1 300 meter över havet.
Terrängen runt Stanton Hills är huvudsakligen lite kuperad. Stanton Hills är den högsta punkten i trakten. Trakten är obefolkad. Det finns inga samhällen i närheten. 